# Giulio Capitolino
Giulio Capitolino (in latino: Iulius Capitolinus) è stato un probabile personaggio dell'epoca romana, vissuto nella tarda antichità.

## Biografia
È noto tra i presunti autori della Historia Augusta, la quale, come tradizionalmente mostrato, comprende le vite di diversi esponenti della storia romana: fra essi Antonino Pio, Marco Aurelio, Lucio Vero, Pertinace, Clodio Albino, Macrino, Massimino Trace (e suo figlio), i tre Gordiani, nonché Massimo e Balbino.